# Dick's Picks Volume 22
Dick's Picks Volume 22 es el vigésimo segundo álbum en vivo de Dick's Picks, serie  de lanzamientos en vivo de la banda estadounidense Grateful Dead. Fue grabado el 23 y 24 de febrero de 1968 en el Kings Beach Bowl, en Kings Beach, California.

## Caveat emptor
Cada volumen de Dick's Picks tiene su propia etiqueta “caveat emptor”, que informa al oyente sobre la calidad del sonido de la grabación. La etiqueta del volumen 22 dice:
“Advertencia: ¡Esta no es una grabación para audiófilos! Es posible que muchos de ustedes hayan leído las numerosas Caveat Emptors de Dick's Picks a lo largo de los años y hayan pensado: ‘Oh, sí... claro... lo que sea’. Bueno, esta antigua fuente de grabación analógica exhibe muchas fallas que incluyen alta distorsión, voces bajas, silbido de la cinta y piezas faltantes. ¡No es justo llamar al servicio de atención al cliente y quejarse! Sin embargo, que se sepa que este CD también incluye música histórica y muy emocionante, y por esa razón se le ofrece con orgullo.”

## Recepción de la crítica
El sitio web Sputnikmusic comentó: “Dick's Picks Volume 22 es un programa del ‘68’ de gran energía que necesita ser escuchado”. El crítico Dan Alford escribió: “Esto es lo que debería ser una serie de archivo. El volumen 22 es una joya de la Bóveda [...], la música es cruda y eléctrica, a veces incluso agresiva”.

## Lista de canciones
Todas las canciones escritas y compuestas por Jerry Garcia y Robert Hunter, excepto donde esta anotado. 
| Disco uno |                          |                                                                                    |          |  |
| N.º       | Título                   | Escritor(es)                                                                       | Duración |  |
| 1.        | «Viola Lee Blues»        | Noah Lewis                                                                         | 19:15    |  |
| 2.        | «It Hurts Me Too»        | Elmore James                                                                       | 4:13     |  |
| 3.        | «Dark Star»              | Garcia Mickey Hart Hunter Bill Kreutzmann Phil Lesh Ron “Pigpen” McKernan Bob Weir | 6:49     |  |
| 4.        | «China Cat Sunflower»    |                                                                                    | 4:38     |  |
| 5.        | «The Eleven»             | Hunter Lesh                                                                        | 10:34    |  |
| 6.        | «Turn On Your Lovelight» | Deadric Malone Joseph Wade Scott                                                   | 12:41    |  |
| 7.        | «Born Cross-Eyed»        | Weir                                                                               | 2:32     |  |
| 8.        | «Spanish Jam»            | Grateful Dead                                                                      | 7:24     |  |

| Disco dos |                                   |                        |          |  |
| N.º       | Título                            | Escritor(es)           | Duración |  |
| 1.        | «Morning Dew»                     | Bonnie Dobson Tim Rose | 8:11     |  |
| 2.        | «Good Morning, School Girl»       | Sonny Boy Williamson I | 14:40    |  |
| 3.        | «That's It for the Other One»     | Garcia Kreutzmann Weir | 8:13     |  |
| 4.        | «New Potato Caboose»              | Lesh Bobby Petersen    | 9:09     |  |
| 5.        | «Alligator»                       | Hunter Lesh McKernan   | 3:46     |  |
| 6.        | «China Cat Sunflower»             |                        | 4:14     |  |
| 7.        | «The Eleven»                      |                        | 7:17     |  |
| 8.        | «Alligator»                       |                        | 6:40     |  |
| 9.        | «Caution (Do Not Stop On Tracks)» | Grateful Dead          | 11:49    |  |
| 10.       | «Feedback»                        | Grateful Dead          | 4:56     |  |

## Créditos y personal
Créditos adaptados desde el folleto que acompaña al CD.
Grateful Dead
- Jerry Garcia – voz principal y coros, guitarra líder
- Mickey Hart – batería
- Bill Kreutzmann – batería
- Phil Lesh – bajo eléctrico, coros
- Ron “Pigpen” McKernan – órgano, armónica, percusión, coros
- Bob Weir – guitarra rítmica, coros

Personal técnico
- Dan Healy – grabación
- Dick Latvala, David Lemieux – archivista
- Jeffrey Norman – masterización
- Eileen Law/Grateful Dead Archives – investigadora de archivo

Diseño
- Tina Carpenter – ilustración, diseño de portada
- Robert Minkin – diseño de portada
- Andy Mond, Patricia Holmbo, Brad Perks, Chris Jepsen – fotografía